# Prosopalpus
Prosopalpus là một chi bướm ngày thuộc họ Bướm nâu.